# Belskij
I Belskij furono una nobile famiglia attiva nel Granducato di Lituania, nella Confederazione polacco-lituana e nella Moscovia di origine rutena.

## Etimologia
I Belskij dovevano la propria desinenza a Belyj, un insediamento situato sul fiume Obsza e a nord-est di Smolensk. Ivan Vladimirovič Belskij fu il primo a definirsi un principe della stirpe dei Belskij e questo nome fu adottato anche dai suoi discendenti, che sono noti nei documenti storici come Vladimirovič. Il loro principato consisteva essenzialmente nelle città di Belyj (compresi i suoi dintorni), Verkhovije, Bolšovo, Šoptovo e altri insediamenti circostanti.

## Storia
Secondo lo storico polacco Kasper Niesiecki, i Belskij si spostarono in Polonia dalla Rutenia nel XVI secolo. Tuttavia, mentre la maggior parte degli studiosi considera il suo capostipite Ivan un figlio di Vladimiro Olgerdovič e nipote di Algirdas, granduca di Lituania al potere dal 1345 al 1377, Niesiecki sostiene che si trattasse di persone di etnia moscovita. Il principe Ivan rimase alla corte del re di Polonia Ladislao II Jagellone, fratellastro del padre di Ivan Vladimiro, nel 1411-1412. Dieci anni più tardi, Ladislao Jagellone, desideroso di sposare Sofia Alšėniškė, figlia del principe ereditario Andrea, concesse la sorella maggiore di quest'ultimo, Basilia, in sposa a Ivan Vladimirovič. In questo modo, si instaurò un legame di sangue tra gli Jagelloni e i Belskij, considerando che come detto Sofia e Basilia erano sorelle.
Secondo lo storico Jozef Wolff, il principe Ivan Vladimirovič, pur essendo stato definito come principe di Belyj dai cronisti successivi, non viene riportato con questo titolo da nessun documento coevo; pertanto, resta incerto se la più volte già citata città di Belyj fosse stata concessa in gestione a lui o ai suoi figli. Si ritiene che fu governatore di Velikij Novgorod dal 1444 al 1446. Nonostante gli stretti legami con la corte reale, i membri della famiglia dei Belskij non rimasero sempre fedeli alla corona di Cracovia. Uno dei loro esponenti, il figlio di Ivan, Fedor Belskij, detto Teodoro, partecipò a una cospirazione contro il re Casimiro IV Jagellone e, una volta scoperto, fuggì in cerca di rifugio a Mosca, dove gli fu assegnata l'amministrazione di numerosi feudi dal Gran principe locale. Sebbene il figlio minore, il principe Simeone Fëdorovič, non rimase a est e preferì trasferirsi in Lituania, dove accettò di giurare fedeltà al re Sigismondo il Vecchio, fu nella Moscovia che la famiglia Belskij sopravvisse più a lungo.
L'ultimo membro conosciuto della discendenza fu Jerzy Belskij, un monaco noto con il nome di Galakteona, che decise di farsi eremita vicino a Vologda, dove fu ucciso nel 1612, presumibilmente dai polacchi. Mentre il ramo russo si estinse così nel 1612, quello del Granducato di Lituania era già scomparso tempo prima dopo il 1542.